# Церква Євангельських Християн-Баптистів с. Червона Слобода

## Історія Червонослобідської Церкви
```
 
Неможливо зрозуміти сучасний стан християнства без розгляду його  у світі історії. Незнання церковної історії має не менші масштаби, ніж незнання Біблії. Людям потрібно досліджувати факти минулих часів і навчати цьому інших.
```

```
 
 Згідно документів, що зберігаються Червонослобідській церкві ЄХБ, першим вісником Євангелії в селі був Федір Свиридонович Бузько (1878р.). Він працював в Грабарках і там один євангельський вірянин подарував йому Євангелію. Федір Свиридонович був ревним православним, але після дослідження Святого Писання глибше зрозумів волю Божу,  і став від душі служити Господу. У 1910 році Федір прийняв святе водне хрещення в селі Сагунівка. В той час уже були громади віруючих в селах Леськи, Худяки і Талдики. Вони разом ходили до Черкас на зібрання.
```

```
 
 Перед революцією в нашому селі увірували і покаялися Степан Іванович Головко і Дементій Зелений– то були перші навернені. Поступово світло Євангелії пробуджувало нові і нові серця. Біля Слова Божого збиралося вже близько 20 душ.
```

```
 
 У 1917 році євангельські християни провели два з’їзди під керівництвом Проханова. Головним питанням на з’їздах було об’єднання двох братств – баптистів і євангельських християн («прохановців»).
```

```
	
Після тих з’їздів у Червоній Слободі почали проводити маленькі зібрання. І 1917 році утворилася помісна церква євангельських християн баптистів. Першим пресвітером був Федір Свиридонович Бузько. Зібрання проходили в будиночку Дементія Зеленого ( тестя Платона Семеновича Сороки ). Рукопокладення Бузька Ф. С. здійснили брати з Конотопу в Черкаській церкві.
```

```
 
 До 1925 року зібрання проходили в будинку Митрофана Швиденка. Цей будинок зберігся й дотепер, але наразі це власність колгоспу імені Леніна. До цього дому зробили добудову.
```

```
 
 У тому ж 1925 році Бузько Ф. С. – пресвітер церкви – переїхав у Кіровградську область, де також був пресвітером, але його заарештували і відправили в Одесу, звідки він вже не повернувся.
```

```
 
  Після від’їзду Федора Свиридоновича пресвітером обрали Йосипа Максимовича Бобуха (1899). Він був пастором до 1939 року, коли уряд заборонив віруючим збиратися. Бесіди навколо Слова Божого відновилися відразу у підпільній формі, а потім і відкрито у будинку Дениса Федоровича Фесенка, який очолював підпільну церкву до 1949 року. Регентом тоді був Платон Семенович Сорока. Спочатку співали лише загальним співом, а коли почали вивчати ноти, то утворився хор, який складався з 20 хористів. Бог наділив Сороку П. С. великим талантом. Він мав чудовий голос, дуже любив співати псалми і співав до кінця свого життя.
```

```
 
 Після смерті Фесенка Д. Ф. пресвітером став Платон Семенович Сорока.
```

```
 
 У 1979 році на дияконське служіння призначили Андрія Йосиповича Бобуха, який трохи пізніше став пресвітером.
```

```
 
 У 1988-89 роках, дякуючи Богу і братам та сестрам з інших церков, ми змогли побудувати в нашому селі молитовний будинок по колишній вулиці Ватутіна, зараз П. Калнишевського 27.
```

```
 
 У 2000 році церква налічувала 100 членів, двох пресвітерів, двох дияконів і п’ятеро проповідників. Церква мала хор (25 осіб), який своїм співом прославляє Господа. Є багато молоді та дітей.
```

```
 
 В церкві проходять молодіжні служіння, працює недільна школа, клуб «Авана». Щоліта при церкві проходить християнський табір для дітей та молоді.
```

```
 
 У 2003 році розпочате будівництво нового двоповерхового молитовного будинку на 350 осіб.
```

```
 
 Отже, не згаснув той вогник, який запалав у Червоній Слободі в 1917 році. Наша помісна церква й дотепер несе звістку ЄВАНГЕЛІЇ, про кров Ісуса Христа, що може дарувати спасіння, про Голгофу та про дар вічного життя. Ця звістка і сьогодні допомагає усім бажаючим стати на вузеньку стежину, котра веде до Небесного Царства.
```